# Такаразука
Такаразука (јап. 宝塚市) град је у Јапану у префектури Хјого. Према попису становништва из 2005. у граду је живело 219.853 становника.

## Становништво
Према подацима са пописа, у граду је 2005. године живело 219.853 становника.
| 1995.   | 2000.   | 2005.   |
| ------- | ------- | ------- |
| 202.544 | 213.037 | 219.853 |